# FIGlet
FIGlet – program komputerowy generujący napisy przy użyciu różnych czcionek, zawierających litery zbudowane z mniejszych znaków ASCII. Program ten pozwala na generowanie tekstu w różnych stylach i rozmiarach.

## Historia
Nazwa programu pochodzi od początkowych liter słów Frank, Ian and Glenn's letters ("Litery Franka, Iana i Glenna"). Glenn Chappel jest głównym twórcą programu. Do jego napisania zainspirowała go sygnaturka Franka Sheerana, zaś Ian Chai zachęcał Glenna do pracy. Pierwsza wersja powstała w 1991 roku. Dostępny w niej był tylko jeden font i nie była ona szerzej znana. Dopiero w 1993, po prawie całkowitym przepisaniu kodu, opublikowano wersję 2.0, zawierająca 13 czcionek i dokumentację. Program w szybkim tempie zyskał popularność i wytworzyła się wokół niego cała społeczność. Założono listę dyskusyjną, stworzono porty na różne platformy, dodano wiele nowych czcionek.

## Sposób użycia
Opisany tu sposób użycia dotyczy wersji działającej w systemie UNIX. Program pobiera dane ze standardowego wejścia lub przyjmuje tekst do zapisania jako argument w linii komend. Wynik drukuje na standardowe wyjście. Ponadto przyjmuje jako argumenty różne opcje. Niżej opisane jest tylko kilka najczęściej używanych opcji, opis pozostałych znajduje się na stronie manuala programu.
-f <nazwa_czcionki> → wybierz czcionkę, którą chcesz zastosować
-d <nazwa_katalogu> → podaj katalog, w którym znajdują się czcionki
-w <szerokość> → ustawia szerokość wyniku na szerokość znaków
-c → wyśrodkowuje wynik
-l → wyrównuje wynik do lewej
-r → wyrównuje wynik do prawej
-k → wyłącza kerning, każda litera jest pisana osobno, nie zachodzą na siebie

## Przykłady użycia
Wpisz to polecenie w terminalu shell takim jak bash czy zsh:
```
figlet -k -f small pl.wikipedia.org
```

Polecenie to wygeneruje następujący napis:
```
       _            _  _    _                _  _                          
 _ __ | |  __ __ __(_)| |__(_) _ __  ___  __| |(_) __ _     ___  _ _  __ _ 
| '_ \| | _\ V  V /| || / /| || '_ \/ -_)/ _` || |/ _` | _ / _ \| '_|/ _` |
| .__/|_|(_)\_/\_/ |_||_\_\|_|| .__/\___|\__,_||_|\__,_|(_)\___/|_|  \__, |
|_|                           |_|                                    |___/ 

```

Ten sam napis, bez wyłączonego kerningu i wyśrodkowany:
```
figlet -c -f small pl.wikipedia.org
                        _         _ _   _              _ _                     
                   _ __| |__ __ _(_) |_(_)_ __  ___ __| (_)__ _   ___ _ _ __ _ 
                  | '_ \ |\ V  V / | / / | '_ \/ -_) _` | / _` |_/ _ \ '_/ _` |
                  | .__/_(_)_/\_/|_|_\_\_| .__/\___\__,_|_\__,_(_)___/_| \__, |
                  |_|                    |_|                             |___/ 

```

Dostępne są różnorodne czcionki. Poniżej wykonany przy użyciu FIGleta napis w alfabecie tengwar:
```

              .dP"Yb                                      db    
            dP'   d'                                   db    db 
                                          `Ybaaaaaad8'          
`Yb.d888b     'Yb    `Y8888888b. .d888b.    .dP'   88    'Yb    
 88'    8Y     88       .dP'     8'   `Yb   88     88     88    
 88     8P     88     ,dP        Yb.   88   Y8    .88     88    
 88   ,dP     .8P     88     .       .dP    `Y888P'88    .8P    
 88888888b.           `Yb...dP     .dP'            88           
 88                     `"""'    .dP'              88           
.8P                                                Y8.          

```